# Understatements
Understatements（アンダーステイトメンツ）は、日本のロックバンド。

## 来歴
- 2000年、イシイリョウスケがUnderstatementとして主催レーベルHippo Recordsよりオムニバスアルバム「possesed」に元BLANKY JET CITY ベンジーこと浅井健一らと共に3曲参加[1]。
- 2001年、現メンバーでUnderstatements活動開始
- 2002年、SXSW MUSIC FESTIVAL（テキサス州オースティン）参加
  - ニューヨーク ELBOW ROOM にてLIVEを行う
  - 1st.Single CANNON BALL、2nd.Single SOUL FOOD リリース
  - 1st.Album BLACK STAR CARNIVAL リリース
- 2003年、Understatements主催イベント 聖者の行進 スタート
- 2004年、 Maximum EP This Is Communication リリース[2]
- 2006年、イシイリョウスケ(Charles ishii 3rd/チャールズ・イシイ・3世)主催のバンド、CB&BTに吸収される形で解散。なお、チャールズ・イシイ・3世はイシイリョウスケの兄弟という設定だった。その後、The Statement Groupというバンドにて元メンバーの半数が参加している。

## ディスコグラフィー
シングル
- CANNON BALL
- SOUL FOOD

アルバム・EP
- BLACK STAR CARNIVAL
- This Is Communication
- Marchin' in the life!
- my name is UNDERSTATEMENTS